# 天津惠中饭店大楼
天津惠中饭店大楼坐落于天津法租界杜总领事路（今和平路）与福煦将军路（滨江道）十字路口（今和平区和平路292号，滨江道141至153号，华中路2号），与天津劝业场大楼和浙江兴业银行大楼相对，饭店名称取“秀外惠中”成语之含意。由于建筑高大，在当时也有“空中饭店”之称。该建筑目前为重点保护等级历史风貌建筑和天津市文物保护单位。

## 历史和建筑结构
1930年，惠中饭店大楼由上海华中营造公司驻津工程部设计，天祥股东李魁元和周振东、康振甫等人合资兴建。1931年开业，为当时天津著名的饭店之一。惠中饭店建筑面积为11940平方米。为五层钢混内框架及砖混结构建筑，局部为六层，中部六层以上设有三层塔楼，大楼平面布局为三角形，为一座典型的折中主义建筑，大楼外立面底层为基础。其中，台阶、立柱、墙面都镶有大理石。二层至四层部分设有附墙刷石壁柱，五层往上部分作出檐，六层以上为穹窿顶塔楼，四面设有阳台，塔顶为盔式塔帽。大楼的外檐设有铁艺护栏和木质扶手装饰的独立露台。惠中饭店大楼与周围的天津劝业场大楼、浙江兴业银行大楼和交通饭店大楼等建筑各踞一角，一起构成了和平路和滨江道交口的建筑空间组合。

## 内部布局和顾客
惠中饭店内有100多间客房并分优、良、特、福、禄、寿、喜、财八个等级，为当时租界不同层次人物的娱乐与休闲而设置。此外，惠中饭店还设有中餐、西餐部、舞厅、露天影院、露天球场、露天球场等娱乐设施，当时的一些军阀政客、工商业人士、官僚买办、富商、社会白领等出入于此。此外，饭店接待对象多为妓女与交际花之类，流动旅客较少。

## 话剧《日出》原型
20世纪20、30年代，天津法租界最繁华的核心区便是惠中饭店坐落的杜总领事路与福煦将军路（今和平路和滨江道）交口一带。当时，从小在天津意租界长大的曹禺到惠中饭店和朋友们谈戏聊天，有时偶尔也住在这里。他在这里看到了像陈白露那样的交际花和像潘月亭那样的富商，这些都激发出曹禺的创作灵感，他便把他熟悉的惠中饭店当成了《日出》发生地的原型。话剧《日出》中所描绘的陈白露面向劝业场、兴业银行和交通饭店的房间，楼下的老电车以及四面钟后的悲惨凄凉都能反映出这部话剧以惠中饭店为社会生活背景。此外，《日出》的电影、电视作品也基本都在天津惠中饭店取景摄制。